# Kerstin Casparij
Kerstin Casparij (Alphen aan den Rijn, 19 augustus 2000) is een Nederlands voetbalspeelster die uitkomt als rechtsback voor Manchester City in de Engelse Women's Super League. Ze komt ook uit voor het Nederlands voetbalelftal.

## Clubcarrière
Als vijftienjarige maakte Kerstin Casparij haar debuut voor SC Heerenveen. In 2017 vertrok ze voor één seizoen naar VV Alkmaar, om daarna terug te keren naar SC Heerenveen. In de zomer van 2020 maakte ze de overstap naar FC Twente. In haar beide seizoenen bij FC Twente werd ze landskampioen en won daarnaast in 2022 de Eredivisie Cup. Vlak na de uitschakeling van Nederland op het EK in 2022 maakte ze haar transfer naar Manchester City bekend. Casparij maakte haar debuut in de FA Women's Super League op 11 februari 2023 door in de basis te starten in een thuiswedstrijd tegen Arsenal WFC. Na 2,5 jaar wist ze in een UEFA Women's Champions League tegen Sankt Pölten haar eerste doelpunt voor de Citizens te maken. Vijf dagen later tekende ze een nieuwe verbintenis bij Manchester City die haar tot medio 2027 aan de club verbonden houdt.

## Statistieken
| Seizoen | Club                | Land      | Competitie              | Wedstrijden | Doelpunten |
| ------- | ------------------- | --------- | ----------------------- | ----------- | ---------- |
| 2015/16 | sc Heerenveen       | Nederland | Vrouwen Eredivisie      | 13          | 0          |
| 2016/17 | sc Heerenveen       | Nederland | Vrouwen Eredivisie      | 22          | 1          |
| 2017/18 | VV Alkmaar          | Nederland | Vrouwen Eredivisie      | 22          | 2          |
| 2018/19 | sc Heerenveen       | Nederland | Vrouwen Eredivisie      | 23          | 5          |
| 2019/20 | sc Heerenveen       | Nederland | Vrouwen Eredivisie      | 11          | 1          |
| 2020/21 | FC Twente           | Nederland | Vrouwen Eredivisie      | 20          | 3          |
| 2021/22 | FC Twente           | Nederland | Vrouwen Eredivisie      | 22          | 1          |
| 2022/23 | Manchester City WFC | Engeland  | FA Women's Super League | 17          | 0          |
| 2023/24 | Manchester City WFC | Engeland  | FA Women's Super League | 18          | 0          |
| 2024/25 | Manchester City WFC | Engeland  | FA Women's Super League | 10          | 0          |
| Totaal  | Totaal              | Totaal    | Totaal                  | 178         | 13         |

Laatste update: 17 december 2024

## Interlandcarrière
Casparij speelde op 18 maart 2015 haar eerste internationale wedstrijd bij Oranje onder 15, uit tegen België., en kwam vervolgens uit voor O16, O17, O19 en O23. Op 22 oktober 2021 debuteerde ze bij het Nederlandse vrouwenelftal in een WK-kwalificatiewedstrijd tegen Cyprus.
1: Van Domselaar ·
2: Wilms ·
3: Van der Gragt ·
4: Nouwen ·
5: Dongen ·
6: Roord ·
7: Beerensteyn ·
8: Spitse ·
9: Snoeijs ·
10: Van de Donk ·
11: Martens · 12: Bayings · 13: R. Jansen · 14: Groenen · 15: Dijkstra · 16: Kop · 17: Pelova · 18: Casparij · 19: Kaptein · 20: Janssen · 21: Damaris · 22: Brugts · 23: Weimar · Coach: Jonker